# 张彦欣
張彥欣（1951年11月—），男，河北安国人，中共政治人物、軍事人物，中國人民解放军少將。
1969年12月参加工作，曾任驻港部队副司令员、河北省军区政委、河北省委常委。